# Hasslerör

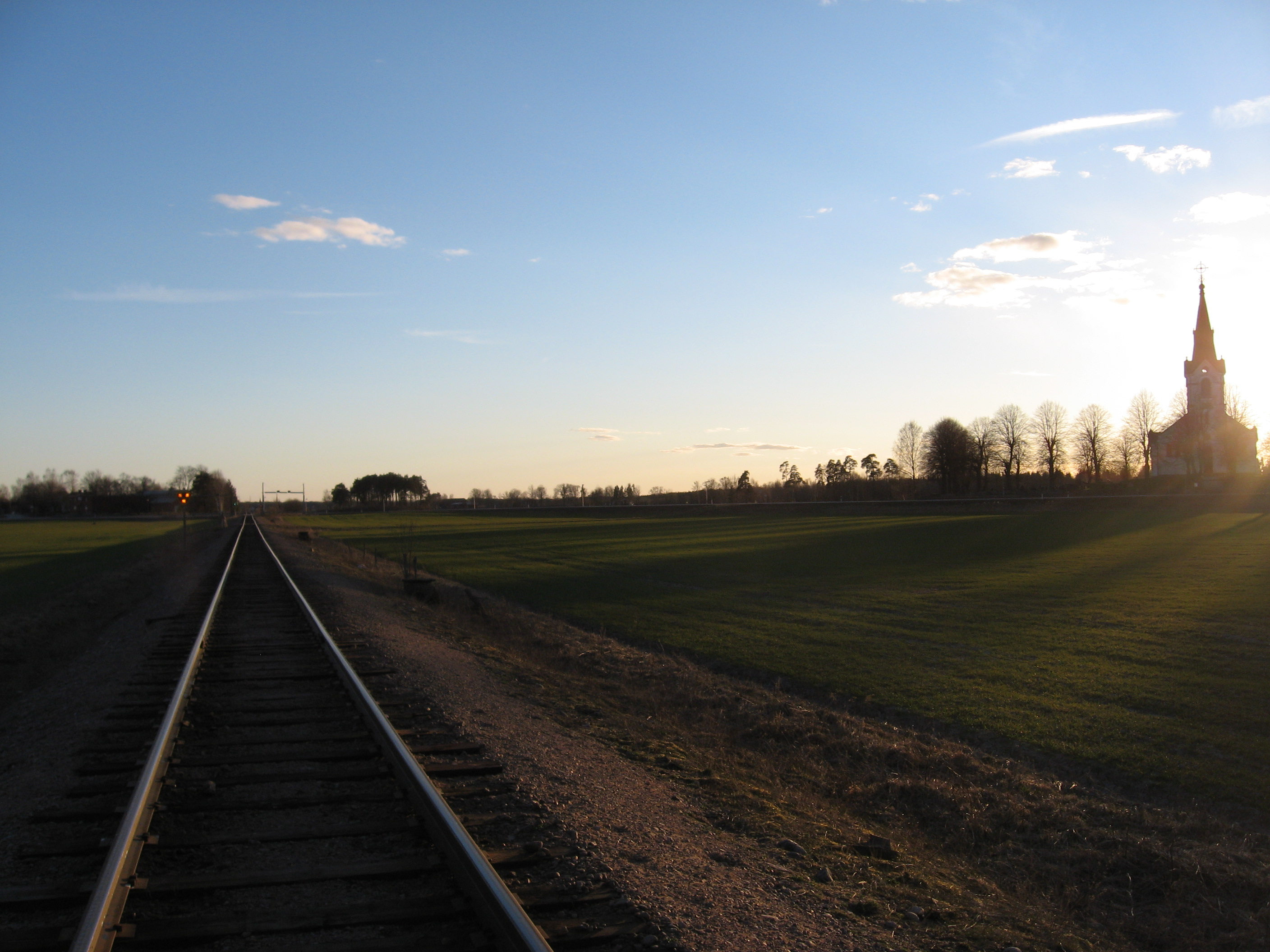
Vy över Hasslerör, våren 2007

Hasslerör is een plaats in de gemeente Mariestad in het landschap Västergötland en de provincie Västra Götalands län in Zweden. De plaats heeft 172 inwoners (2005) en een oppervlakte van 31 hectare. Hasslerör wordt omringd door zowel landbouwgrond als wat bos. De stad Mariestad ligt zo'n vijf kilometer ten zuidwesten van het dorp.

## Verkeer en vervoer
Bij de plaats lopen de E20 en Riksväg 26.
De plaats heeft een station aan de spoorlijnen Göteborg Västgöta - Gårdsjö / Gullspång en Göteborg - Gårdsjö / Gullspång.